# دانيال غوستافو رويز
دانيال غوستافو رويز (بالإسبانية: Daniel Gustavo Ruiz)‏ (13 أبريل 1984 بروساريو في الأرجنتين - ) هو لاعب كرة قدم أرجنتيني في مركز الهجوم. لعب مع روزاريو سنترال وأتلتيكو مارته ‏ وSportivo Las Parejas ‏ وReal Arroyo Seco ‏ ونادي أتلتيكو أرجنتينو.